# Парсента
Парсе́нта (пол. Parsęta, нем. Persante) — река в северо-западной Польше, в Западно-Поморском воеводстве, впадает в Балтийское море в городе Колобжег.
Длина 139 км, площадь бассейна 3145 км².
Река начинается в болотах у деревни Парсенцко в 8 км к северо-западу от города Щецинек. Генеральное направление течения — северо-запад, русло извилистое.
Главные притоки — Пышница, Радев, Радуша (правые); Бухова, Дембница (левые).
Река протекает города Бялогард и Карлино, а также многочисленные деревни. При впадении в море стоит город Колобжег. Ширина реки в нижнем течении около 20 м, скорость течения 0,6 м/с. В устье реки расположен морской порт Колобжег, где Парсента выполняет функцию акватории и входного канала в порт.